# Do-Re-Mi
«Do-Re-Mi» («До-ре-ми») — песня Ричарда Роджерса на слова Оскара Хаммерстайна II из их мюзикла «Звуки музыки» (впервые поставленного на Бродвее в 1959 году).
В мюзикле песня помогает Марии научить нотам детей фон Траппов, которых она учит петь впервые в их жизни. Каждому из семи детей она назначает ноту мажорного ряда. В песне упоминаются все семь нот, название каждой ноты поётся на этой ноте.

## Признание
Песня «Do-Re-Mi» (в исполнении Джулии Эндрюс и детей в вышедшем на экраны в 1965 году фильме «Звуки музыки») находится на 88-м месте списка «100 лучших песен из американских фильмов», обнародованного Американским институтом киноискусства (AFI) в 2004 году.